# Rudolf von Zwerger
Rudolf von Zwerger (* 8. November 1902 in Stuttgart; † April 1945 in Berlin) war ein deutscher Geologe für Erdölgeologie und Geophysiker.

## Leben
Rudolf von Zwerger war der Sohn eines Kaufmanns und ging in Weimar auf das Realgymnasium. Ab 1921 studierte er Bergbau an der Bergakademie Freiberg, der TH Berlin und der Bergakademie Clausthal mit dem Diplomabschluss als Bergbauingenieur 1927. Während des Studiums führten ihn Studienreisen nach Rumänien, Spanien und Spanisch-Marokko. 
Ab 1928 war er als Geophysiker bei der Ohio Oil Company in Shreveport tätig und unternahm Studienreisen in den USA. 1929 wurde er an der TH Aachen über eine Eisenerzlagerstätte in Nordportugal promoviert. Danach war er Geophysiker bei der Wintershall AG, für die er geomagnetische Messungen im Eichsfeld und in Thüringen durchführte. Ab 1932 arbeitete er für die Deutsche Gesellschaft für Mineralölforschung und den Verband deutscher Ingenieure sowie die Zeitschrift Oel und Kohle. 1934 führte er erdmagnetische Messungen in Mecklenburg durch und beteiligte sich als Geophysiker der Preußischen Geologischen Landesanstalt an der damals durchgeführten geophysikalischen Reichsaufnahme. Er war dort Mitarbeiter von Otto Barsch (1879–1946). Nach der zweiten geologischen Staatsprüfung 1938 wurde er 1941 Bezirksgeologe. Im Zweiten Weltkrieg war er als Geophysiker in Polen, Russland, Österreich, Ungarn und auf dem Balkan tätig. 1944 habilitierte er sich an der TH Berlin. 
Er starb kurz vor Ende des Krieges durch einen Granatentreffer, nachdem er noch zum Volkssturm eingezogen worden war.

## Schriften
- Zur geologischen Deutung regionaler Anomalien der Schwere und des Erdmagnetismus (Vorlage einer Schwerekarte des mittleren Norddeutschland und vergleichende Betrachtung von Untersuchungen), Zeitschrift der Deutschen Geologischen Gesellschaft, Band 95, 1943, S. 67–71
- Zum heutigen Stand der geophysikalischen Aufnahme Deutschlands. Zu Otto Barschs 60. Geburtstag, Geologische Rundschau, Band 32, 1/2, 1941, S. 6–52
- Tektonik, Anomalien des Erdmagnetismus und Erdölhöffigkeit in Mitteldeutschland, Kali, verwandte Salze und Erdöl, Heft 5–9; Halle, 1934
- Die deutschen Erdölfelder, Z. Verband dt. Ingenieure, Band 78, 1934, S. 525–530.
- Druck-Gas und Druck-Luft in der Erdölgewinnung, Oel und Kohle, Band 11, 1935, S. 317–323, 573–576, 604–608, 749–752, 824–827;
- Schwerestörungen zwischen Aller und Steinhuder Meer-Linie, Oel und Kohle, Band 14, 1938, S. 943–953
- Erdölgeologische und -technische Auswertungsmöglichkeiten von radioaktiven Bohrlochuntersuchungen, Oel und Kohle, Band 39, 1943, S. 333–352
- mit H. Reich Taschenbuch der Angewandten Geophysik, Leipzig, Akademische Verlagsgesellschaft, 1943 (Mitautor des Abschnitts Schweremessungen)[5]
- mit H.-L. Heck, W. Schott Der Untergrund von Schleswig-Holstein, Abhandlungen des Reichsamts für Bodenforschung, Neue Folge, Band 202, 1945, Kiel (1944 gedruckt, aber Kriegsverlust, 98 Seiten)
- Der tiefere Untergrund des westlichen Peribaltikums. Beitrag zur Deutung der regionalen Störgebiete der Schwere und des Erdmagnetismus, Abhandlungen der geologischen Landesanstalt Berlin; N. F., Band 210, 1948 (74 Seiten)
- Herausgeber mit Hans Haalck, Hermann Reich, M. Rössiger Beiträge zu angewandten Geophysik, Akademische Verlagsgesellschaft Leipzig (bis 1944)